# ジェラルド・エストリン
ジェラルド・エストリン（Gerald Estrin、1921年9月9日 - 2012年3月29日）は、アメリカ合衆国の計算機科学者であり、カリフォルニア大学ロサンゼルス校(UCLA)計算機科学部の教授である。彼は、並列計算におけるコンピュータシステムの組織化やSARA (system architects apprentice)の研究で知られている。

## 幼年期と教育
エストリンは1921年にニューヨークで生まれた。入学したニューヨーク市立大学シティカレッジで、1941年にテルマ・オースターンと出会い、2人は結婚した。ジェラルドが20歳、テルマが17歳のときだった。第二次世界大戦中は陸軍に入隊した。戦後、テルマとジェラルドはともにウィスコンシン大学マディソン校に入学し、そこで電気工学の学位を取得した。ジェラルドは1948年に学士号(BSc)、1949年に修士号(MSc)、1951年に博士号(PhD)を取得した。

## キャリア
1950年にプリンストン高等研究所のジョン・フォン・ノイマンの研究グループの研究員となった。1953年にカリフォルニア大学ロサンゼルス校(UCLA)での教員の職を得て、2人はロサンゼルスに移った。テルマはロサンゼルス・ヴァレー・カレッジの教員となった。1954年、ノイマンのつてで、イスラエルのワイツマン科学研究所からWEIZACプロジェクトの指揮を取るために招聘され、妻と共にイスラエルに渡った。1955年に帰国し、UCLAに復帰した。1960年からはテルマもUCLAの教員となり、1980年に計算機科学部の教授になった。ジェラルドは1991年に退職し、名誉教授となった。
1950年代後半に、エストリンは再構成可能コンピューティングの概念を思いついた。これは、逐次処理ユニットに加えて、特殊なハードウェアモジュールの可変構成を使用することにより、計算プロセスを加速化するものである。このアイデアは、"The Fixed Plus Variable Structure Computer"として実現した。
ジェラルドはIEEEフェロー、グッゲンハイム・フェローであり、ワイツマン科学研究所の理事会のメンバーである。

## 私生活
彼には3人の娘がいる。マーゴ・エストリンは医師、デボラ・エストリンは計算機科学者、ジュディス・エストリンは企業幹部である。

## 著書
- "Organization of computer systems: the fixed plus variable structure computer." Papers presented at the May 3-5, 1960, western joint IRE-AIEE-ACM computer conference. ACM, 1960.

### 共著
- "Parallel processing in a restructurable computer system." Electronic Computers, IEEE Transactions on 6 (1963): 747-755.
- "SARA (system architects apprentice): modeling, analysis, and simulation support for design of concurrent systems." Software Engineering, IEEE Transactions on 2 (1986): 293-311.